# کهائی خورد
کهائی خورد (به انگلیسی: Khai Khurd) یک منطقهٔ مسکونی در پاکستان است که در ناحیه خوشاب واقع شده‌است.